# Cardiopharynx schoutedeni
Cardiopharynx schoutedeni – gatunek słodkowodnej ryby z rodziny pielęgnicowatych (Cichlidae), jedyny przedstawiciel rodzaju Cardiopharynx. Bywa hodowany w akwariach.

## Występowanie
Gatunek endemiczny, szeroko rozprzestrzeniony w strefie litoralu jeziora Tanganika w Afryce Wschodniej. Przebywa nad dnem piaszczystym.

## Opis
Osiąga do 15 cm długości. Żywi się planktonem.

## Ochrona
Gatunek wpisany do Czerwonej księgi gatunków zagrożonych w kategorii LC.